# Ilie Bolojan
Ilie-Gavril Bolojan (n. 17 martie 1969, Birtin, România) este un politician român care, din 23 iunie 2025, ocupă funcția de prim-ministru al României. A fost ales senator de Bihor în 2024 pe listele Partidului Național Liberal (PNL) și președinte al Senatului. În această din urmă calitate, în perioada 12 februarie–26 mai 2025 a asigurat interimatul funcției de președinte al țării, după demisia lui Klaus Iohannis. Pe 12 iulie 2025 a fost ales președintele Partidului Național Liberal.  
Anterior, în perioada 2008–2020 a fost primar al municipiului Oradea (ales de trei ori); apoi, ca urmare a alegerilor locale din 27 septembrie 2020, a fost președinte al Consiliului Județean Bihor, până la alegerea sa în Senat în 2024. Demisia propriu-zisă din funcția de Președinte al Consiliului Județean Bihor a avut loc la data de 1 ianuarie 2025.

## Biografie
Ilie Bolojan a absolvit Liceul de Matematică-Fizică „Emanuil Gojdu” din Oradea în 1987 și a urmat studii de mecanică (1988–1993) și matematică (1990–1993) la Institutul Politehnic „Traian Vuia” din Timișoara, devenit Universitatea Politehnica Timișoara. El a devenit membru al Partidului Național Liberal (PNL) în 1993.
În perioada 1993-1994 a fost profesor la Școala Ajutătoare Tileagd.
Între 1996 și 2004 Ilie Bolojan a fost consilier local al orașului Aleșd, iar între 2004-2005 membru în Consiliul Județean Bihor. În paralel, a fost implicat în alte funcții de conducere. Între 1994–2004 a fost administrator al S. C. Campus S.R.L. Aleșd. Între 2000–2001 a fost vicepreședinte al Consiliului de administrație al Societății de salubritate Salubri S.A. Aleșd. Între 2001–2004 a fost membru în Consiliul de administrație al Liceului "Alexandru Roman" din Aleșd. Între 2003–2004 a fost membru în Consiliul de administrație al Spitalului Teritorial Aleșd.
În 2005 și 2006, a participat la cursuri de specializare în administrație publică în Franța și la Institutul Național de Administrație din București.
În perioada 2005-2007, a fost prefect al județului Bihor, iar în perioada 11 aprilie 2007 – 12 martie 2008 a ocupat funcția de secretar general al Guvernului. În funcția de prefect s-a ocupat cu restructurarea RAR-ului, a Serviciului Pașapoarte, a Serviciului Evidența Populației etc Ca secretar general devine primul oficial care transparentizează listele contractelor de închiriere și de vânzare ale caselor de protocol de la RAAPPS și dezvăluie și alte nereguli.

## Primar al municipiului Oradea
Își anunță candidatura pentru primăria Oradiei pe 10 martie 2008 și demisionează din funcția de secretar general al Guvernului două zile mai târziu pentru a se dedica campaniei, conform legii. În timpul campaniei, PD-L l-a acuzat că ar fi omul fraților Micula, fapt negat de acesta.
În 2008, Ilie Bolojan a fost ales primar al municipiului Oradea cu 50,3% din voturi, devenind primul primar al orașului ales din primul tur după 1989. A început un program de reforme administrative și economice, modernizând infrastructura, reabilitând centrul istoric și atrăgând investitori, Oradea devenind mai atractivă din punct de vedere economic și turistic. În 2012 și 2016, Bolojan a fost reales primar, iar în 2016 a obținut 70,95% din voturi.

## Președinte al Consiliului Județean Bihor
În 2020, Bolojan a fost ales președinte al Consiliului Județean Bihor cu 61,5% din voturi. A continuat să promoveze proiecte de dezvoltare infrastructurală și atragere de investiții pentru județ, îmbunătățind serviciile publice și creând un sistem administrativ mai eficient și transparent.

## Președinte interimar
În data de 12 februarie 2025, după demisia lui Klaus Iohannis din funcția de președinte al României, Ilie Bolojan a asigurat președinția interimară a României (cu atribuții restrânse), timp de trei luni, până la învestirea noului președinte în urma alegerilor prezidențiale din 2025. I-a numit consilieri pe Bogdan Mazuru, Cristian Diaconescu sau Dacian Cioloș, printre alții.
În această capacitate, a reprezentat România la Consiliul European din martie 2025.

## Prim-ministrul României
În data de 20 iunie 2025 președintele României Nicușor Dan l-a nominalizat pe acesta pentru funcția de premier. Cabinetul său a fost validat de Parlament în 23 iunie și a depus jurământul în aceeași seară.
Conform mai multor economiști, Guvernul Bolojan a implementat reforme economice care i-au afectat pe cei cu venituri mici și medii, respectiv întreprinderile mici și mijlocii (IMM). Impozitul pe dividende a crescut de la 8-10% la 16%.
Reprezentanții IMM-urilor au declarat că reformele lui Bolojan sunt "de tip feudal" și că sunt "majorări de taxe pentru micii antreprenori, fără reforme reale". De asemenea, facilitățile pentru IMM-uri au fost eliminate.
Creșterea TVA de la 16% la 21% erodează competitivitatea și volumul distribuțiilor, ducând la scăderea potențialului de investiții.
Guvernul Bolojan a eliminat facilități și a băgat noi taxe pentru personalul medical, cadrele didactice, mamele gravide, elevi, studenți, pensionari.
Fostul ministru social-democrat Adrian Câciu a declarat că reformele lui Bolojan sunt fix opusul impozitării diferențiate, denumindu-le, ironic, "impozitare regresivă".
Deși guvernul Bolojan se legitimează prin nevoia de a reduce deficitul, mai mulți analiști, dar și publicații internaționale, precum Financial Times sau Reuters, estimează că efectele vor fi limitate și sub așteptări, dacă nu se fac reforme profunde ale aparatului de stat.
La momentul zilei de 15 august 2025, nu au fost implementate măsuri care au fost catalogate de presă și de prim-ministrul Ilie Bolojan că "ar afecta clientela politică", precum eliminarea (sau reducerea) pensiilor speciale sau reducerea finanțării de la stat pentru partidele politice parlamentare.

## Viața personală
A fost căsătorit din anul doi de studenție și până în 2013 cu o femeie psiholog, cu care are două fete. În 2025 este într-o relație de trei ani cu o asistentă medicală.

## Controverse
A fost acuzat public de Sorin Roșca Stănescu de faptul că a fost căutat de Interpol pentru că ar fi furat un camion de la firma unde lucra în Birken, Germania. Sorin Roșca Stănescu a revenit asupra acestei informații și a menționat că a fost sunat de Ilie Bolojan, care a negat acuzațiile. Senatorul AUR Andrei-Emil Dîrlău a scris pe Facebook că, mai bine de 5 ani, în centrul municipiului Oradea nu a existat niciun monument cu Mihai Viteazul. De fapt în 2019, primăria condusă de Ilie Bolojan a mutat statuia acestuia în fața Catedralei Ortodoxe din Oradea, iar în loc a fost ridicată una a lui Ferdinand I al României. În mediul online de asemenea s-au răspândit știri false în 2025 cum că Bolojan ar fi dat jos statui românești pe care le-ar fi înlocuit cu principi maghiari.